# Andrzej Lubomirski
Andrzej Lubomirski (22. července 1862 Krakov – 29. listopadu 1953 Jacarezinho) byl rakouský šlechtic, podnikatel a politik polské národnosti z Haliče, na počátku 20. století poslanec Říšské rady, v poválečném období poslanec polského Sejmu.

## Biografie
Vystudoval gymnázium svaté Anny v Krakově a promoval na Univerzitě Karlově v Praze. Byl literárním kurátorem Ossolinea. Zasadil se o rozšíření sbírek tohoto muzea. V roce 1892 založil nadaci Ossolineum. Od roku 1896 byl členem Společnosti krásných umění ve Lvově a od roku 1897 předsedou hudebního spolku ve Lvově. Od roku 1903 zastával i funkci prezidenta ústředního svazu haličských velkoprůmyslníků či prezidenta Ligy na podporu živností. Byl též předsedou sekce zemědělské společnosti.
V době svého působení v parlamentu je profesně uváděn jako velkostatkář v Przeworsku. Zde rovněž působil jako továrník. Patřil mezi velké pozemkové vlastníky. Patřilo mu 13 tisíc hektarů půdy, dále cukrovary v Przeworsku a strojírenské továrny ve Lvově.
Od roku 1895 do roku 1914 byl poslancem Haličského zemského sněmu. Od roku 1887 zasedal jako dědičný člen Panské sněmovny (nevolená horní komora Říšské rady).
Působil také coby poslanec Říšské rady (celostátního parlamentu Předlitavska), kam usedl ve volbách do Říšské rady roku 1907, konaných poprvé podle všeobecného a rovného volebního práva. Byl zvolen za obvod Halič 47. Mandát obhájil ve volbách do Říšské rady roku 1911.
Uvádí se jako polský konzervativec. Patřil ke konzervativní skupině (tzv. Podolacy, později Stronnictwo Prawicy Narodowej). Po volbách roku 1907 i 1911 byl na Říšské radě členem poslaneckého Polského klubu.
Od roku 1930 do roku 1935 zasedal v polském Sejmu. Patřil do poslaneckého klubu Bezpartyjny Blok Współpracy z Rządem. Byl maršálkem-seniorem Sejmu (nejstarší člen). V meziválečném období dále rozšiřoval své podnikatelské aktivity, zejména v potravinářském průmyslu. Podílel se na vzniku malopolského cukrovarnického svazu. Po druhé světové válce emigroval do Brazílie.